# ۱۳۰۵ (قمری)
۱۳۰۵ (قمری)، هزار و سیصد و پنجمین سال در گاهشماری هجری قمری است. اول محرم این سال برابر با نوزدهم سپتامبر سال ۱۸۸۷ میلادی است.

## زادگان
- سید عبدالهادی شیرازی، از مراجع تقلید شیعه

## درگذشتگان
- مهدی موش  از متمولین و ثروتمندان بزرگ تهران در دوره ناصرالدین‌شاه قاجار.

## وابسته
- پرتو اصفهانی
- عبدالحسین آیتی